# Pavia–Torreberetti-vasútvonal
A Pavia–Torreberetti-vasútvonal egy 43 km hosszúságú, normál nyomtávolságú vasútvonal Olaszországban, Pavia és Torreberetti között. Fenntartója az RFI, a járatokat a Trenord üzemelteti.